# Sagrada Reset
Sagrada Reset (яп. サクラダリセット Сакурада Рисэтто, букв. «Перезагрузка Сакурады») — серия ранобэ, написанная Ютакой Коно и проиллюстрированная Ю Сииной, публиковавшаяся с 2009 по 2012 год в сёнэн-журнале The Sneaker издательства Kadokawa Shoten. На основе сюжета первоисточника было выполнено две манга-адаптации от мангак Масихико Ёсихары и Тацу Ноханы, издававшиеся в журналах Shonen Ace и Famitsu Comic Clear. С апреля по сентябрь 2017 года на различных телеканалах Японии был продемонстрирован одноимённый аниме-сериал производства студии David Production. Также в 2017 году в двух сериях был выпущен полнометражный фильм от режиссёра Ёсихиро Фукагавы.

## Сюжет
Действие произведения разворачивается в расположенном в японской глубинке городе Сакурада, который населён людьми, обладающими сверхъестественными способностями. При попытке человека покинуть Сакураду он, по неизвестной причине, теряет память о своей силе и прекращает применять её. Главный герой ранобэ Кэй Асаи обладает способностью запоминать любые события, в которых он принимал участие. По просьбе своей одноклассницы Сумирэ Сомы, однажды Кэй знакомится со школьницей Мисорой Харуки, которая может отматывать для всего города время на три дня назад, при этом забывая содержимое сброшенного временного промежутка. Узнав о способностях друг друга, Мисора и Кэй решают объединиться, чтобы вместе попытаться разгадать загадки города, в котором живут.

## Персонажи
Кэй Асаи (яп. 浅井ケイ Асаи Кэй)
Сэйю: Кайто Исикава (аниме), Сюхэй Номура (фильм)
Мисора Харуки (яп. 春埼美空 Харуки Мисора)
Сэйю: Кана Ханадзава (аниме), Юина Куросима (фильм)
Сумирэ Сома (яп. 相麻菫 Со:ма Сумирэ)
Сэйю: Аой Юки (аниме), Юна Тайра (фильм)

## Критика
По мнению критика портала Anime News Network Габриэллы Икинз, сеттинг Sagrada Reset сочетает в себе атмосферу страха From the New World и философский юмор серии Monogatari. В числе недостатков аниме-адаптации Икинз выделила статичное поведение персонажей во время диалогов, которое объяснила нежеланием создателей картины «тратить лишние деньги на мультипликацию». Скорость развития сюжета была оценена ей как характерная для режиссёра Синъи Кавацуры, которая ранее уже проявлялась в его ранних работах — Tanaka-kun is Always Listless и Non Non Biyori, однако в случае Sagrada Reset это имело серьёзный негативный эффект на эмоциональность персонажей.
Коллеги Икинз по Anime News Network Ник Кример и Терон Мартин поставили экранизации низкие оценки и назвали сюжет работы скучным.